# Caloptilia aurita
Caloptilia aurita là một loài bướm đêm thuộc họ Gracillariidae. Loài này sinh sống ở Nam Phi.